# Vitzthum (Adelsgeschlecht)

Wappen der Vitzthum von Eckstädt

Vitzthum ist der Name eines alten und weit verzweigten thüringischen Adelsgeschlechts, das erstmals 1123 mit Dietrich de Abbolde (von Apolda) urkundlich erscheint. Um 1300 stellte es die Statthalter der Mainzer Erzbischöfe in Erfurt. Während sich die Linie zu Vitzthum zu Roßla im 15. Jahrhundert als Raubritter betätigte, stellte die gräfliche Linie Vitzthum zu Eckstädt vom 17. bis zum frühen 20. Jahrhundert zahlreiche Staatsmänner und Generäle in Sachsen.

## Geschichte
Die Herkunft der Herren, Freiherren und Grafen Vitzthum geht auf einen Dietrich de Abbolde (von Apolda) zurück, welcher Ministeriale des Erzbistums Mainz war und um 1123 lebte. Heinricus Vicedominus (Vicedomini = „zweiter Herr“, später Vitzthum) lebte um 1145 im kurmainzischen Erfurt (mit den Eichsfelder Territorien) und war der Verwalter des Erzbistums Mainz über die Stadt Apolda. Seine Söhne bekleideten im Dienste des Erzbischofs von Mainz die vier Hofämter Schenk, Kämmerer, Marschall und Truchsess für den Sitz der Mainzer in Erfurt. Während der Vitzthum des Erzbischofs seinen Verwaltungssitz in der Alten Statthalterei zu Erfurt hatte, saß die Familie auf der Burg Apolda.
Im Erfurter Wappenbuch findet man auf Tafel 53 Dietrich den Schwarzen von Apolda Schenk von Vargula, welcher Bertrade von Isserstedt heiratete. Er hatte zwei Söhne: Dietrich Falus von Apolda gen. Albus (gen. 1147–1192) und Hermann von Apolda (gen. 1123). Vom zuletzt genannten Dietrich erscheinen ebenfalls zwei Söhne: Rudolph von Apolda Schenk von Vargula und Dietrich der Schwarze von Apolda gen. Isserstedt. Zu der Zeit nannten sie sich noch „von Apolda“. Die Schenk von Vargula können möglicherweise stammesgleich gewesen sein.
Der Kämmerer Dietrich trug 1189 Vitzthum (nicht „von“ Vitzthum) als Eigenname.
1192 findet man in einer Erfurter Urkunde die Zeugen: Bertholdus vicedominus et fratres eins Dithericus Camerarius (Berthold Vitzthum und sein Bruder Dietrich Kämmerer), sowie Dithericus Pincerna (Dietrich Schenk). 1196 erscheinen dieselben in den Urkunden des Erzbischofs als Berthold von Erfurt, der Schenk Dietrich und der Kämmerer Dietrich. 1210 in einer Urkunde des Erzbischofs Siegfried von Mainz über eine Schenkung an das Kloster Pforta sind unter den Zeugen: der Kämmerer Thiderich und Thiderich puer (der junge), Brüder von Apolda.
1193 erscheint in einer Urkunde des Bischofs Konrad von Mainz als Zeuge Vicedom Berthold zu Erfurt, Kämmerer und Truchsess.
Die Familie erwarb 1249 Eckstedt. Es bildeten sich drei Linien der Vitzthume heraus (von Eckstedt, von Roßla, von Apolda).
Nach Errichtung des neuen Stadtregiments in Erfurt findet man die Vitzthume als Mitglieder des Stadtrats, wobei „Vitzthum“ nicht Amtsbezeichnung, sondern Familienname war. So findet man Theoderich Vizthum 1266, Albert und Heinrich Vizthum 1277, sowie Rudolf Vitzdom 1358 und Dietrich 1360 als Ratsherren von Erfurt.
Da diese Hofämter zeitweise erblich waren, wurden sie bei einzelnen Linien in den Familiennamen übernommen und weitergegeben, auch als die Ämter selbst nicht mehr erblich waren und schließlich auch gar nicht mehr von der Familie ausgeübt wurden, denn 1342 hat der Erzbischof das Vitztumsamt zurückgekauft.

## Aufspaltung in Linien

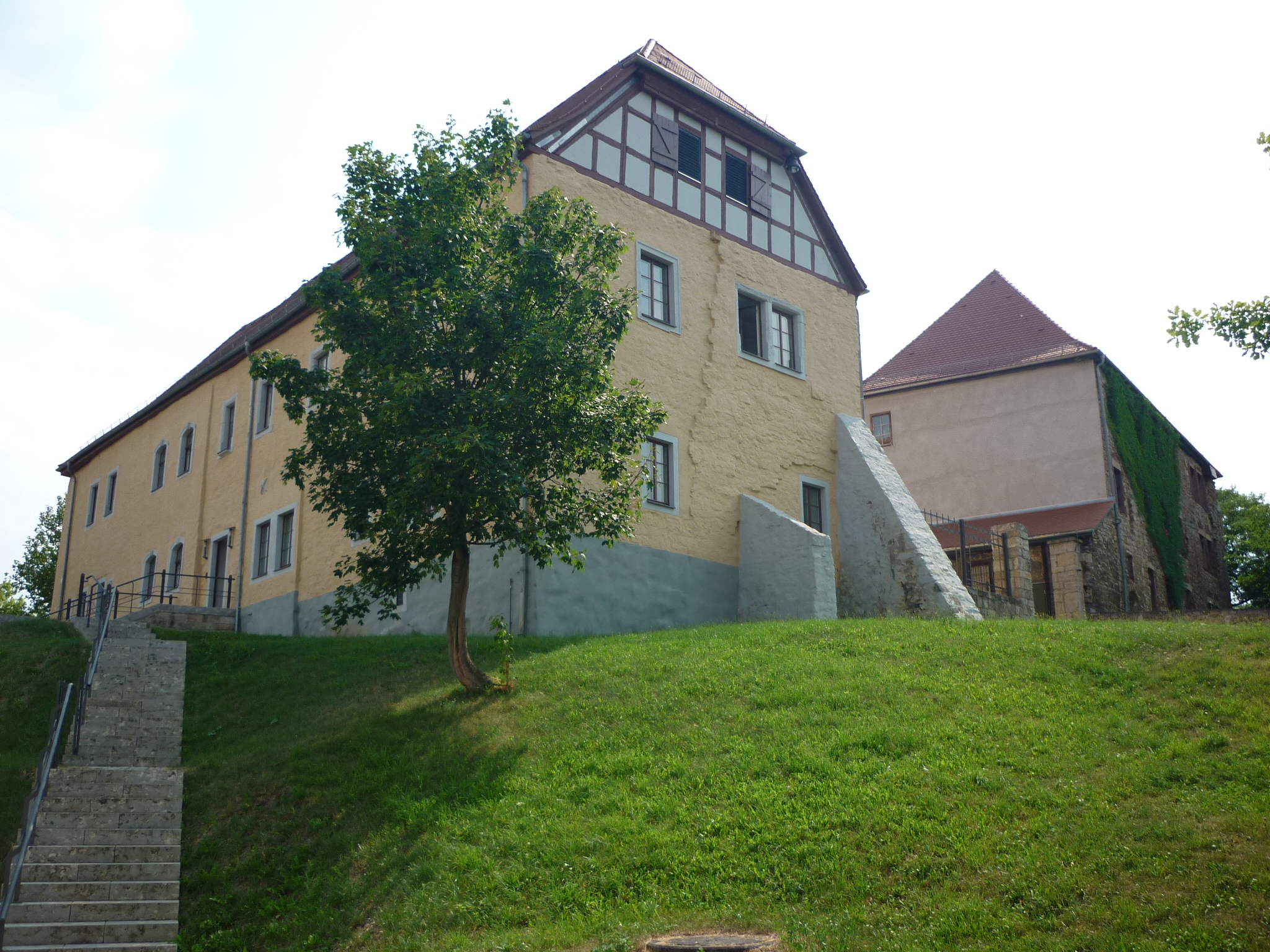
Burg Apolda, ursprünglicher Stammsitz, Ilmtal, Thüringen

So entstanden aus den Herren von Apolda zunächst die Schenken von Apolda, welche gegen Ende des 14. Jahrhunderts ausstarben. Zuvor hatte sich aber von diesen Mitte des 13. Jahrhunderts eine Linie abgetrennt, deren Begründer, Ritter Berthold († um 1285), das Amt des Erfurter Vicedominus innehatte und dessen Familiensitz urkundlich ab 1279 Eckstedt bei Erfurt war. Diese Linie nannte sich fortan Vitzthum von Eckstädt und errichtete dort 1440 eine neue Burg.
Zu einer weiteren Unterteilung kam es Anfang des 14. Jahrhunderts, bei welcher der Ritter Berthold († 1335) den Zweig Vitzthum zu Apolda und dessen Bruder Dietrich († 1337) den künftigen Zweig Vitzthum zu Roßla begründeten. Die Vitzthume besaßen von 1334 bis 1376 auch die Burg in Burgscheidungen. Ab 1453 war Schloss Brunnersdorf in Böhmen im Besitz der Vitzthume, bis zur Enteignung nach der Schlacht am Weißen Berg 1620.

## Die Linie Vitzthum zu Apolda

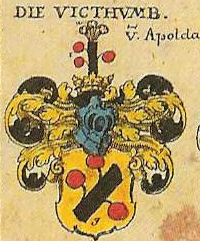
Wappen der Vitzthume von Apolda

Apolda entwickelte sich unter der gemeinsamen Herrschaft der Schenken und der Vitzthume in der zweiten Hälfte des 13. Jahrhunderts zur Stadt, deren Herren beide Linien bis 1348 blieben. Die Schenken von Apolda besaßen 1260 eine eigene Münzstätte; die Münzen wurden Apoldsche Schenken genannt. 1348 verzichteten die Schenken von Apolda zugunsten der Vitzthume auf ihre Rechte an der Stadt. Bald darauf, am Ende des 14. Jahrhunderts, starb die Linie der Schenken im Mannesstamme aus. Die Vitzthume ließen sich gleichzeitig von den Wettinern mit Apolda belehnen, wodurch die Oberlehnsherrschaft praktisch an die Wettiner überging. Infolge der Leipziger Teilung gelangte Apolda 1485 an das ernestinische Sachsen. Allerdings hielt das Erzbistum Mainz seine Ansprüche als Oberlehnsherrschaft noch einige Jahrhunderte aufrecht und gab sie erst im Jahr 1666 auf. Anton Friedrich Vitzthum zu Apolda († 1631) war der letzte Schlossherr auf dem alten Familienstammsitz.

## Die Linie Vitzthum zu Tannroda
Die Burg in Niederroßla wurde nach dem Aussterben der Ritter von Roßla um 1375 an Ritter Busso Vitzthum (gest. 1384), Nachfahre des oben erwähnten Dietrich, verkauft. Seine Söhne teilten sich um 1400 das Erbe auf. Es bildeten sich die Zweige Roßla und Tannroda heraus.

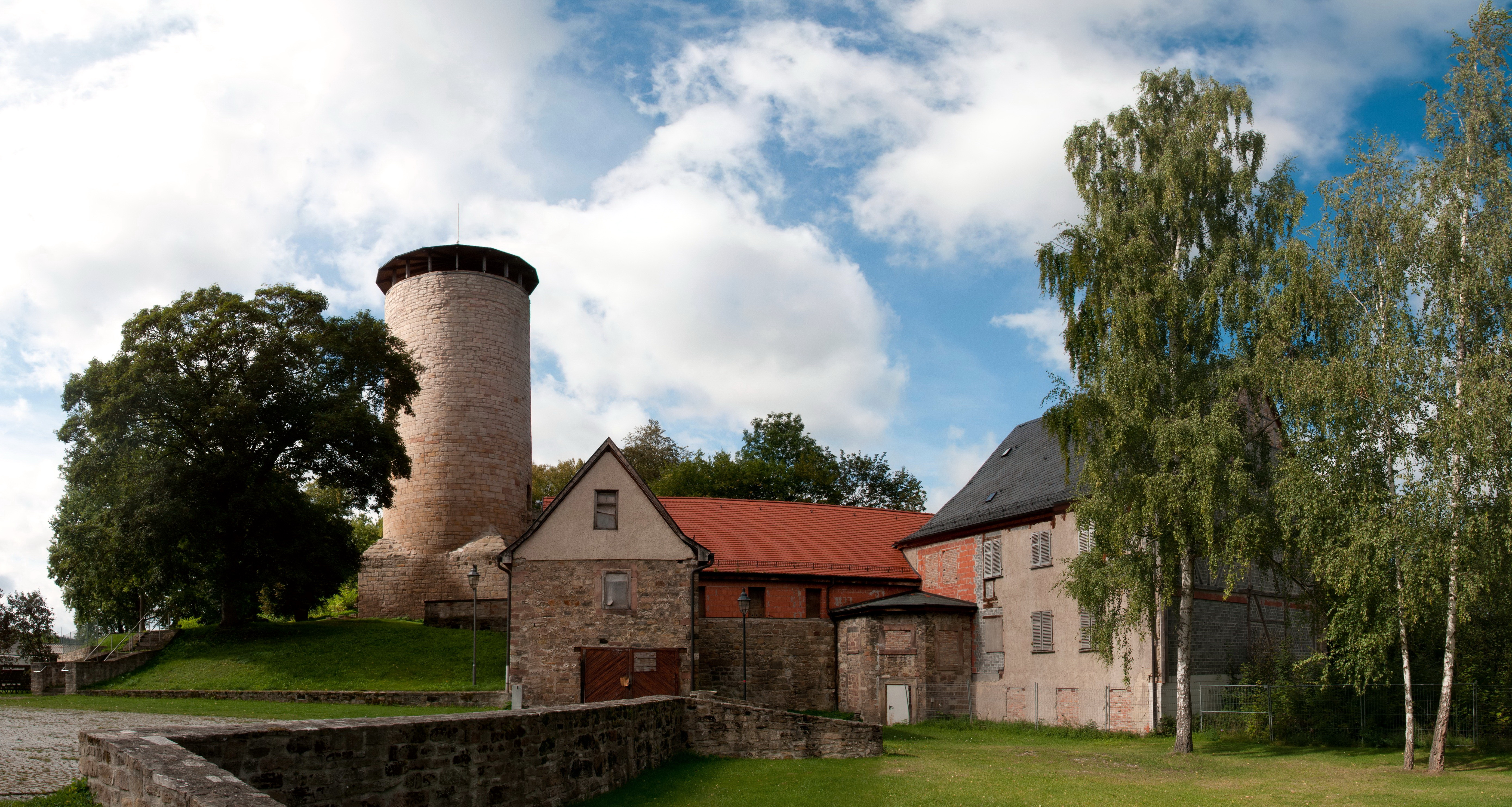
Burg Tannroda, Ilmtal, Thüringen

Bussos Sohn Apel Vitzthum der Ältere zu Tannroda († 1425) war Amtmann von Hohenberg. Ab 1407 bis 1417 ist er im Dienste Friedrich des Friedfertigen, Markgrafen von Meißen und Landgrafen von Thüringen, nachweisbar, wechselte dann aber an den Hof Friedrich des Streitbaren und Wilhelms des Reichen von Sachsen. Die Familie erhielt 1418 die Burg Tannroda mit dem Ort Tannroda. Seine Kinder waren Apel Vitzthum der Jüngere zu Tannroda sowie Else, die später mit Graf Ernst von Gleichen verehelicht wurde. Um 1410 übernahm er die Burg Kriebstein und bekleidete 1421 das Amt des Marschalls, ab 1422 war er Obermarschall, ab 1423 Landvogt der Oberlausitz. Apel der Jüngere erwarb 1462 auch Dornburg/Saale, wurde aber 1465 vertrieben. Im Sächsischen Bruderkrieg – er war Vasall beider Parteien – verstand er es, trotz der negativen Rolle seiner Vettern aus der Roßlaer Linie, eine relativ neutrale Rolle zu spielen. Der Kurfürst hatte zwar Apels Gebiete ab 1446 als feindliches Gebiet betrachtet, beließ ihn aber nach Kriegsende im Besitz derselben, während die Vettern vertrieben wurden. 1459 verkaufte er Kriebstein mitsamt der Stadt Waldheim, Hartha und allen Dörfern. 1465 fiel Tannroda an die durch Apels Schwester Else verschwägerten Grafen von Gleichen.

## Die Linie Vitzthum zu Roßla

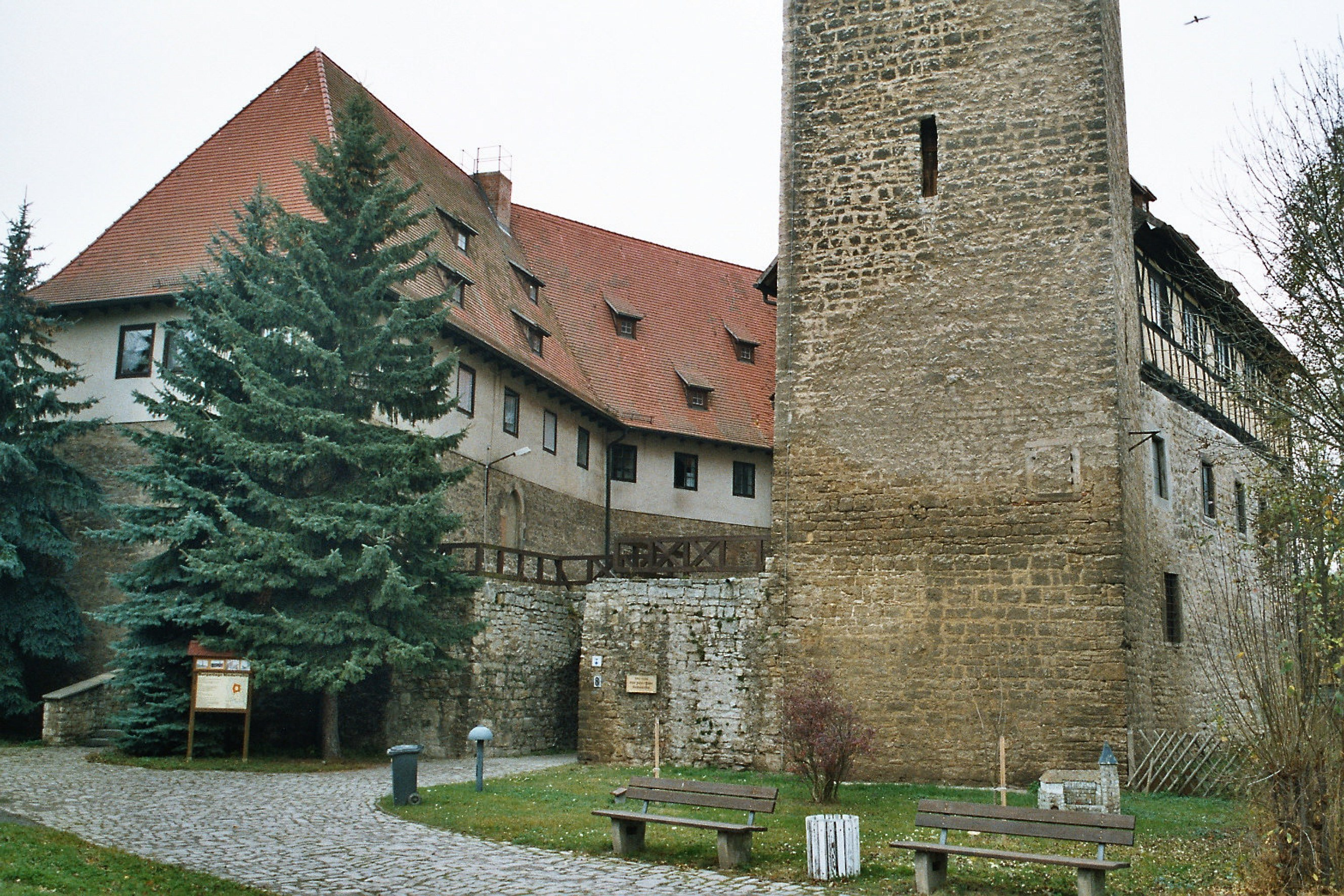
Burg Roßla, heute Niederroßla, Ilmtal, Thüringen

Apel Vitzthum der Ältere zu Roßla (* um 1400; † 1474), Sohn des Ritters Busso und der Eyle von Ileburg, wurde 1425 erstmals urkundlich genannt. Er war nach seines Vaters Tod 1437 in Diensten Kurfürst Friedrich des Sanftmütigen von Sachsen und bekleidete das Amt des Hofmeisters. In den Jahren 1439 und 1440 verhandelten er und seine Brüder Busso und Bernhard für den Kurfürsten in der so genannten Plauenschen Irrung. Um die Jahreswende 1444/1445 jedoch verließ Apel Friedrichs Hof, um von da an dessen Bruder Herzog Wilhelm als Rat zu dienen. Auch bei Wilhelm kam er als Hofmeister in Stellung und spielte in dem folgenden Bruderkrieg (1446–1451) eine höchst unrühmliche Rolle, wodurch er sich besonders den Hass und die Ungnade des Kurfürsten zuzog. Dies führte dazu, dass Apel die ihm gehörige Herrschaft Lichtenwalde, welche er 1439 im Tausch gegen Klöden erworben hatte, 1447 verlor. 1450 belehnte Herzog Wilhelm III. seine Räte Apel, Busso und Bernhard Vitztum sowie Friedrich von Witzleben mit der nahe Jena gelegenen Burg Gleißberg, wofür sie sich verpflichteten, das wüste und verfallene Schloss zu reparieren. Der Herzog war ihnen wahrscheinlich hörig. Sein Vertrauen ausnutzend, hatten sie schon zuvor zuungunsten ihres Herrn Reichtümer und Besitz angehäuft, so erhielt Apel 1447 die Pflege Coburg und andere Besitzungen. Auch die Wachsenburg war 1441 als Pfand in die Hand von Apel Vitzthum dem Älteren zu Roßla gelangt, der sich vom herzoglichen Rat allmählich zum berüchtigten Raubritter entwickelte und als „Brandmeister von Thüringen“ bekannt wurde. Er wird mitverantwortlich gemacht für den Ausbruch des Sächsischen Bruderkrieges von 1446 bis 1451, in dessen Verlauf er die Wasserburg Roßla 1447 verlor.

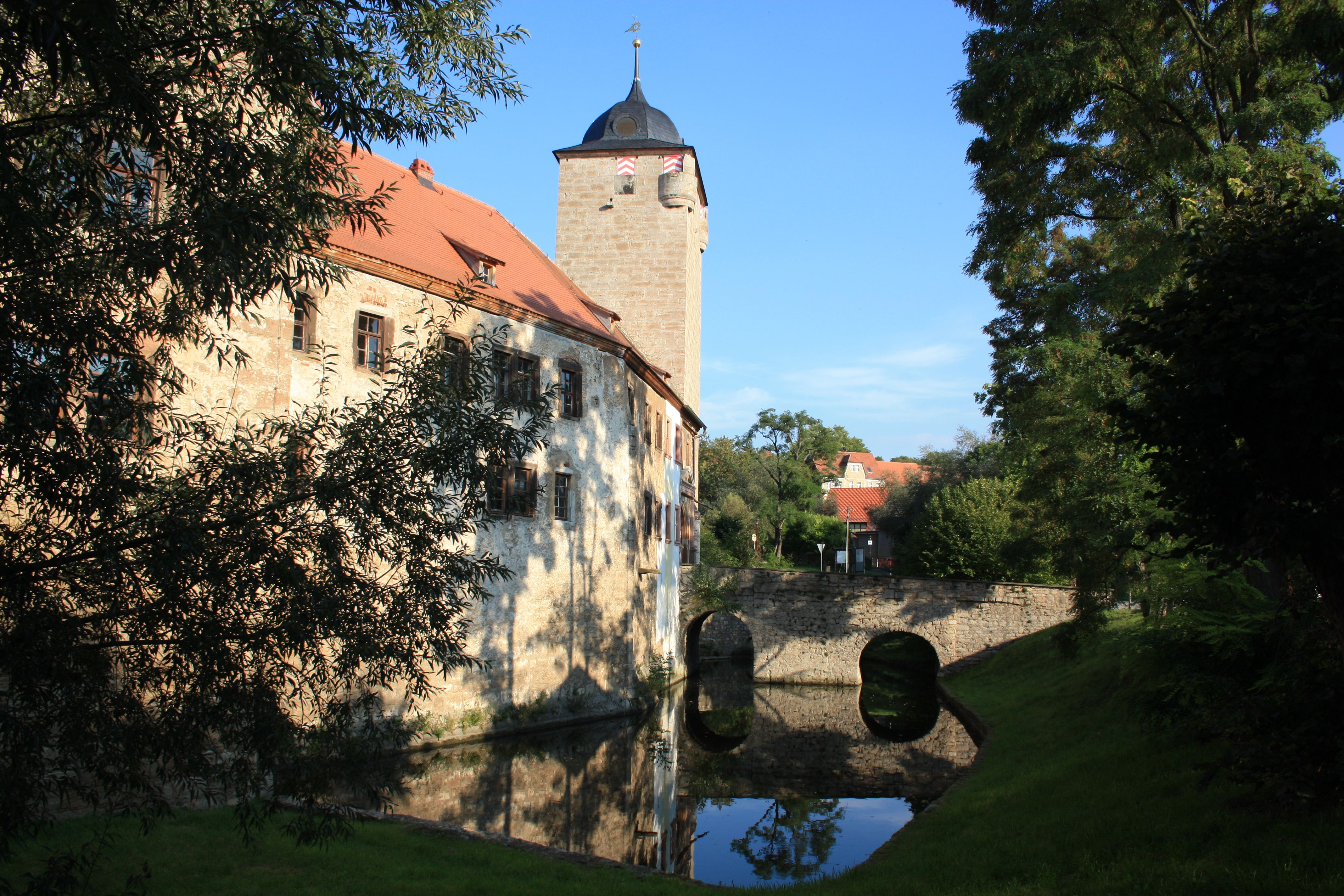
Wasserburg Kapellendorf bei Jena, Thüringen

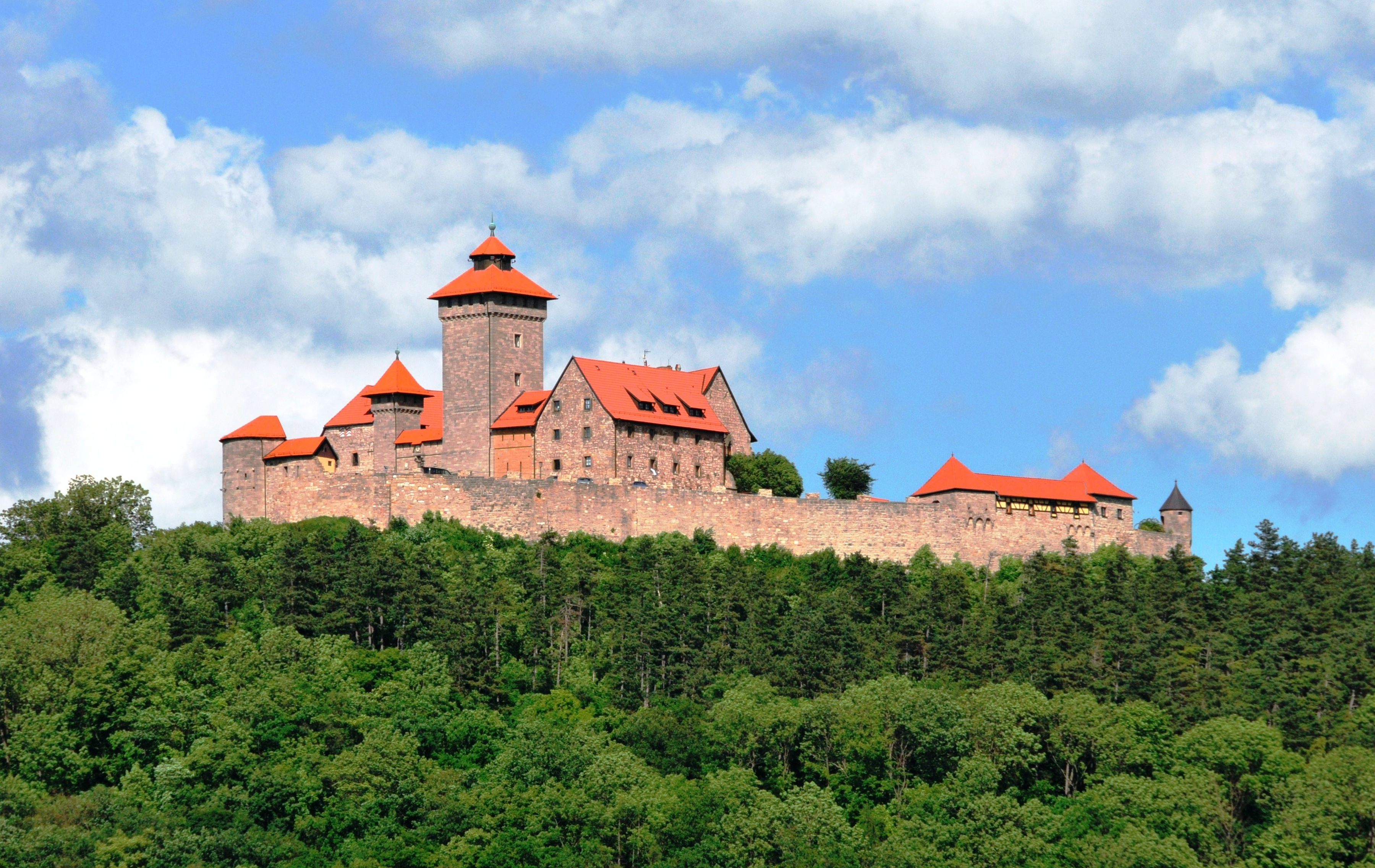
Wachsenburg nahe Gotha, Thüringen

1446 hatten die Erfurter ihm den Schutz ihrer Kaufleute in der Umgebung von Kapellendorf anvertraut und ihm die Wasserburg Kapellendorf und das zugehörige Amt wiederkäuflich auf 21 Jahre übergeben. 1450 kam es jedoch zum Bruch mit Herzog Wilhelm, als dieser die wahre Rolle dieser Vitzthume erkannte. Zusammen mit seinen Brüdern Busso und Bernhard wandte sich der – am sächsischen Hof in Ungnade gefallene – Apel Vizthum nun gegen Landgraf Wilhelm III. von Thüringen und überfiel mehrfach Erfurter und andere Kaufleute. Als im Oktober 1451 eine Gesandtschaft des burgundischen Herzogs wegen einer geplanten Heiratsverbindung zu dem sächsischen Kurfürsten Friedrich II. den Sanftmütigen unterwegs war, wurde sie von den Brüdern Vitzthum überfallen, ausgeplündert und in Gefangenschaft nach Kapellendorf verbracht. Die sächsischen Herzöge nahmen daraufhin zusammen mit den Städten Erfurt, Sangerhausen, Mühlhausen und Nordhausen sowie umwohnenden Adligen die Eroberung der Burgen der Vitzthume in Kapellendorf, Wachsenburg, Kunitzburg, Dornburg, Leuchtenburg, Isserstedt, Camburg und anderer auf. Nach vierwöchiger Belagerung der Wachsenburg, bei der durch Unterminierung die Schildmauer der Burg (durch Mansfelder Bergleute) zum Einsturz gebracht worden war, wurde Apel Vitzthum schließlich zur Aufgabe gezwungen. Im Dezember 1451 wurde das sloz Cappilndorf, in der ein Teil der burgundischen Räte gefangen saß, nach achtwöchiger Belagerung aufgrund von Nahrungsmittel- und Munitionsmangel übergeben und den Verteidigern freier Abzug gewährt. Im Austausch gegen die Wachsenburg (sie gelangte 1640 in den Besitz Herzog Ernsts des Frommen von Gotha-Altenburg) kam die Wasserburg Kapellendorf 1452 wieder in den Besitz der Stadt Erfurt. Nach Beendigung des Bruderkrieges wurde Apel Vitzthum von Roßla 1452 des Landes verwiesen und fand in Böhmen 1453 als Rat des dortigen Königs eine neue Anstellung. Dort erwarb er auch die Herrschaften Klösterle (Stadt mit Schloss Klösterle) und Burg Neuschönburg (auch zeitweise „Schönburg“ genannt).
Im folgenden Jahrhundert betrieb Apel IV. Vitzthum auf der böhmischen Neuschönburg eine Falschmünzerwerkstatt. Diese wurde 1530 von kaiserlichen Beamten aufgedeckt und Apel IV., der sich zu der Zeit in Vlašim auf einer Hochzeit befand, floh nach Kursachsen. Er wurde 1531 mit dem Verlust seiner Güter bestraft und von Ferdinand I. aus Böhmen verwiesen.

## Die Linie Vitzthum von Eckstädt
Die Linie gründete Berthold von Apolda (gen. 1266–1314), der die Tochter des Hugo Lange heiratete.
1556 ließen die Vitzthume von Eckstädt das Eckstedter Schloss, welches sie seit 1279 besaßen und 1440 als spätgotischen Bau erneuert hatten, im Renaissancestil neu aufbauen; dieser Bau brannte vor 1780 aus und wurde 1860 abgebrochen. 1564 erbaute Georg Vitzthum von Eckstädt außerdem das noch erhaltene Schloss Kannawurf, ebenfalls im Renaissancestil. Das Gut Kannawurf war von 1539 bis 1685 im Besitz der Vitzthum. Der Quedlinburger Stiftshauptmann Christoph Vitzthum von Eckstedt (1552–1599) errichtete sich 1597 dort den Vitzthum von Eckstedtschen Freihof.
Gottlob Christian Vitzthum von Eckstedt erbaute zwischen 1715 und 1724 das Barockschloss Jahmen (das 1945 abgebrannt ist); er war Hofmarschall Augusts des Starken, der mehrfach für einige Wochen dort verweilte. 1711 wurde Friedrich I. Vitzthum von Eckstädt (1675–1726), Kabinettsminister unter August dem Starken, in den erblichen Reichsgrafenstand erhoben. Er ließ das durch seinen Vater 1659 erworbene Schloss Schönwölkau im Stil des Barock prachtvoll umgestalten und erweitern und einen Park anlegen. Auch das kleine Hofgut Krapenberg bei Radebeul hatte er geerbt. Seine Witwe Rahel Charlotte, geborene Gräfin von Hoym, ließ sich von 1727 bis 1730 das Barockschloss in Otterwisch errichten, das 1779 an das Fürstenhaus von Schwarzburg-Sondershausen überging. Zu den Besitzungen der Familie zählte im 18. Jahrhundert auch das Rittergut Großgestewitz sowie Gruna mit Laußig und Mörtitz im Kurfürstentum Sachsen.

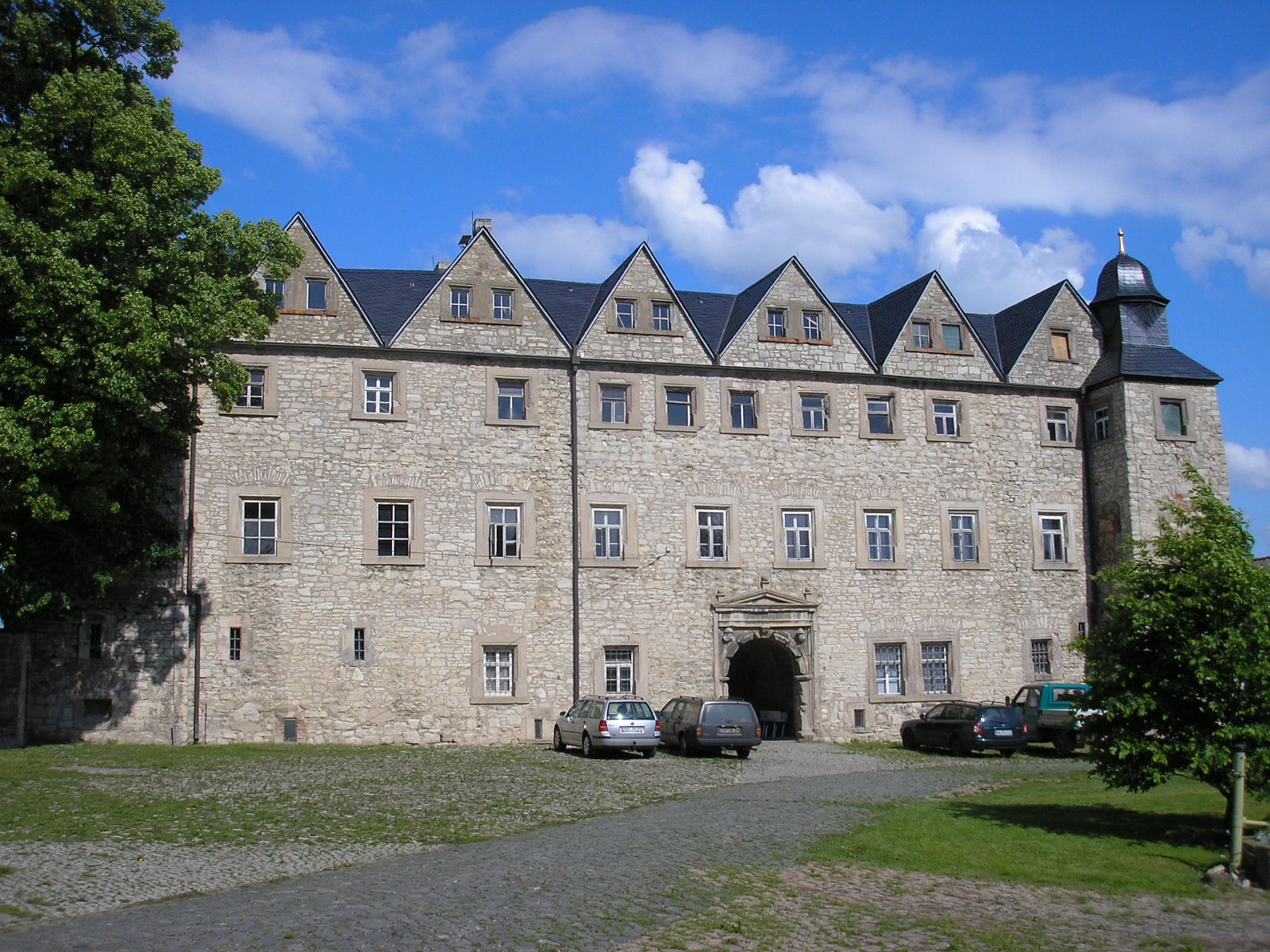
Schloss Kannawurf, Thüringen
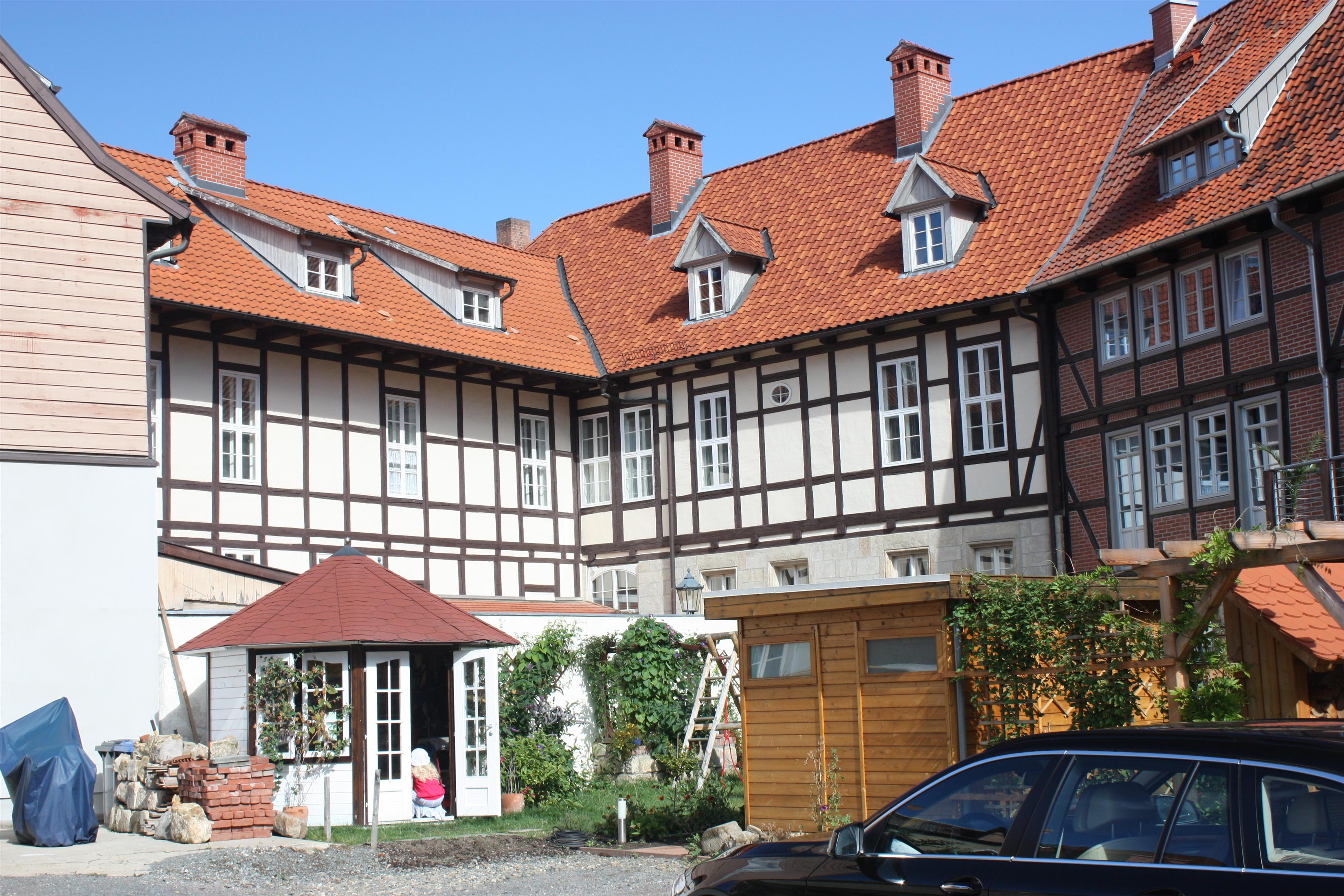
Vitzthum von Eckstedtscher Freihof in Quedlinburg, Sachsen-Anhalt
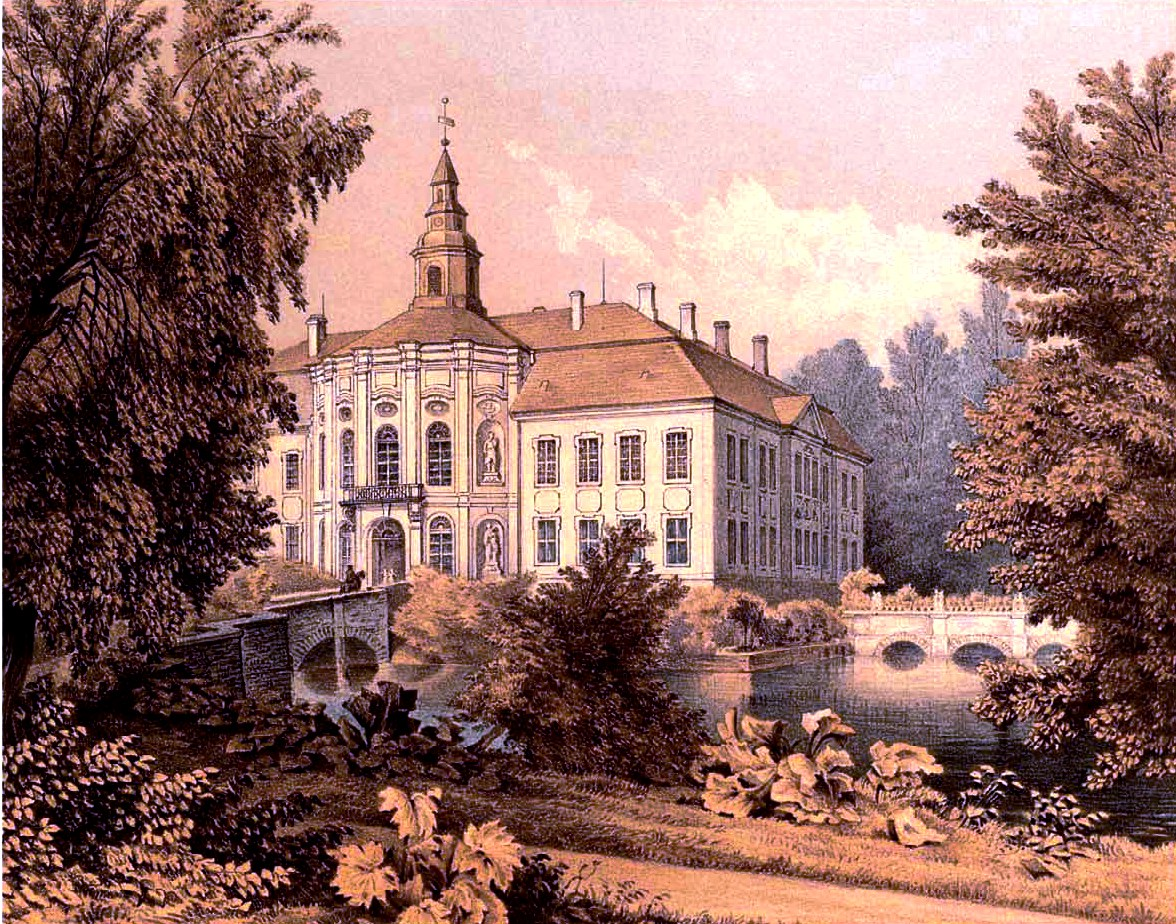
ehem. Schloss Jahmen, Sachsen
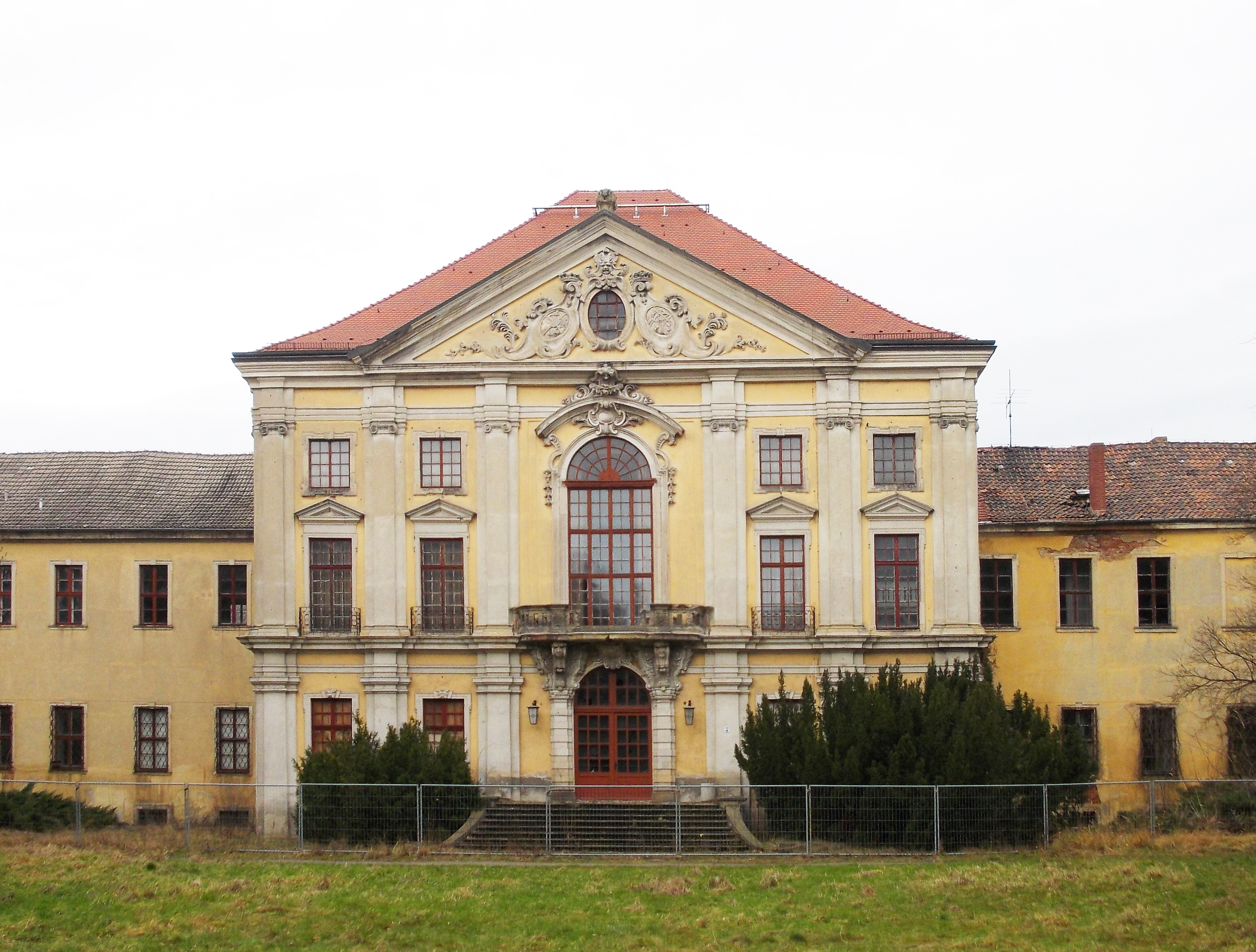
Schloss Kleinwölkau in Gemeinde Schönwölkau, Sachsen
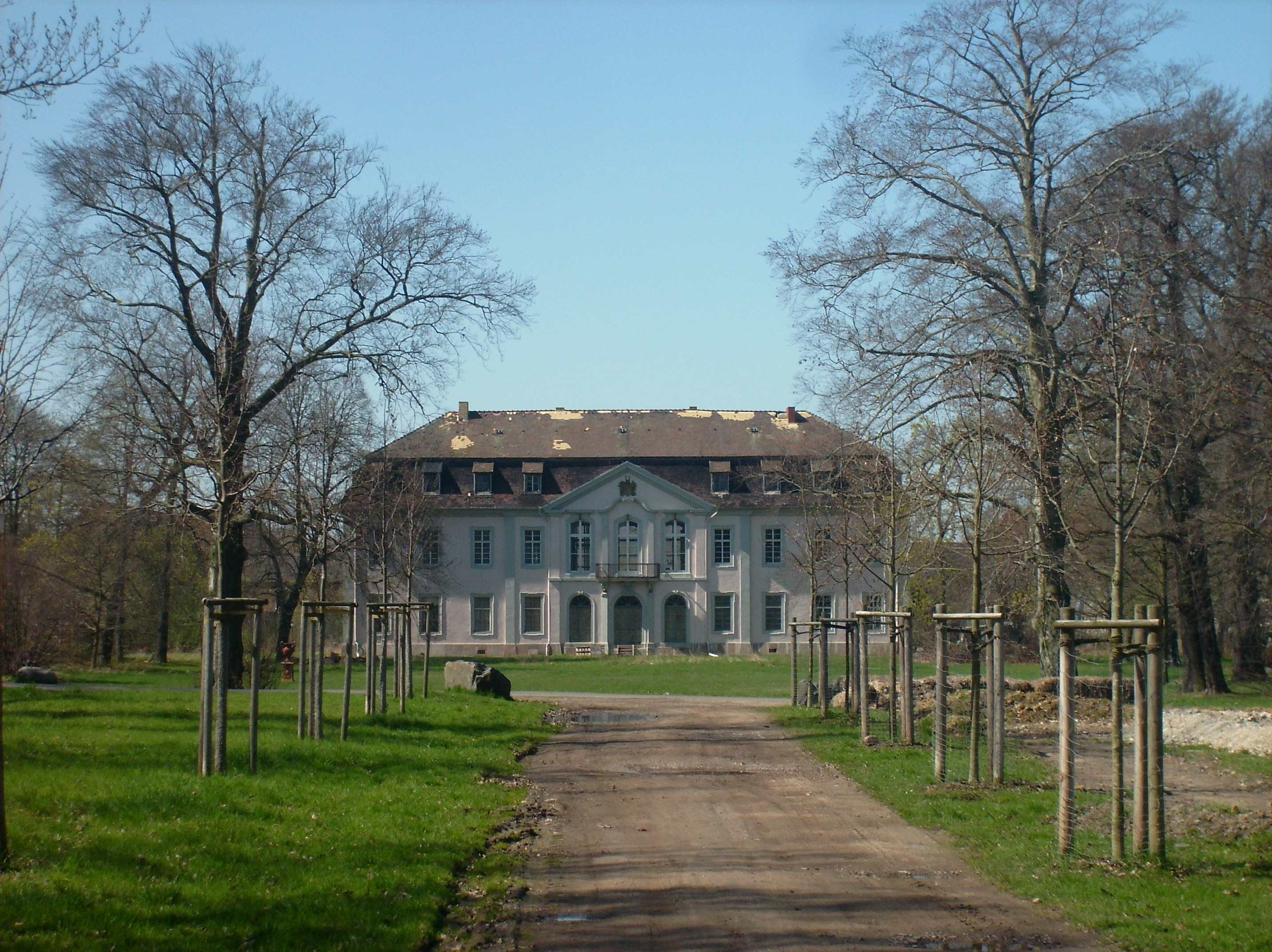
Schloss Otterwisch, Sachsen

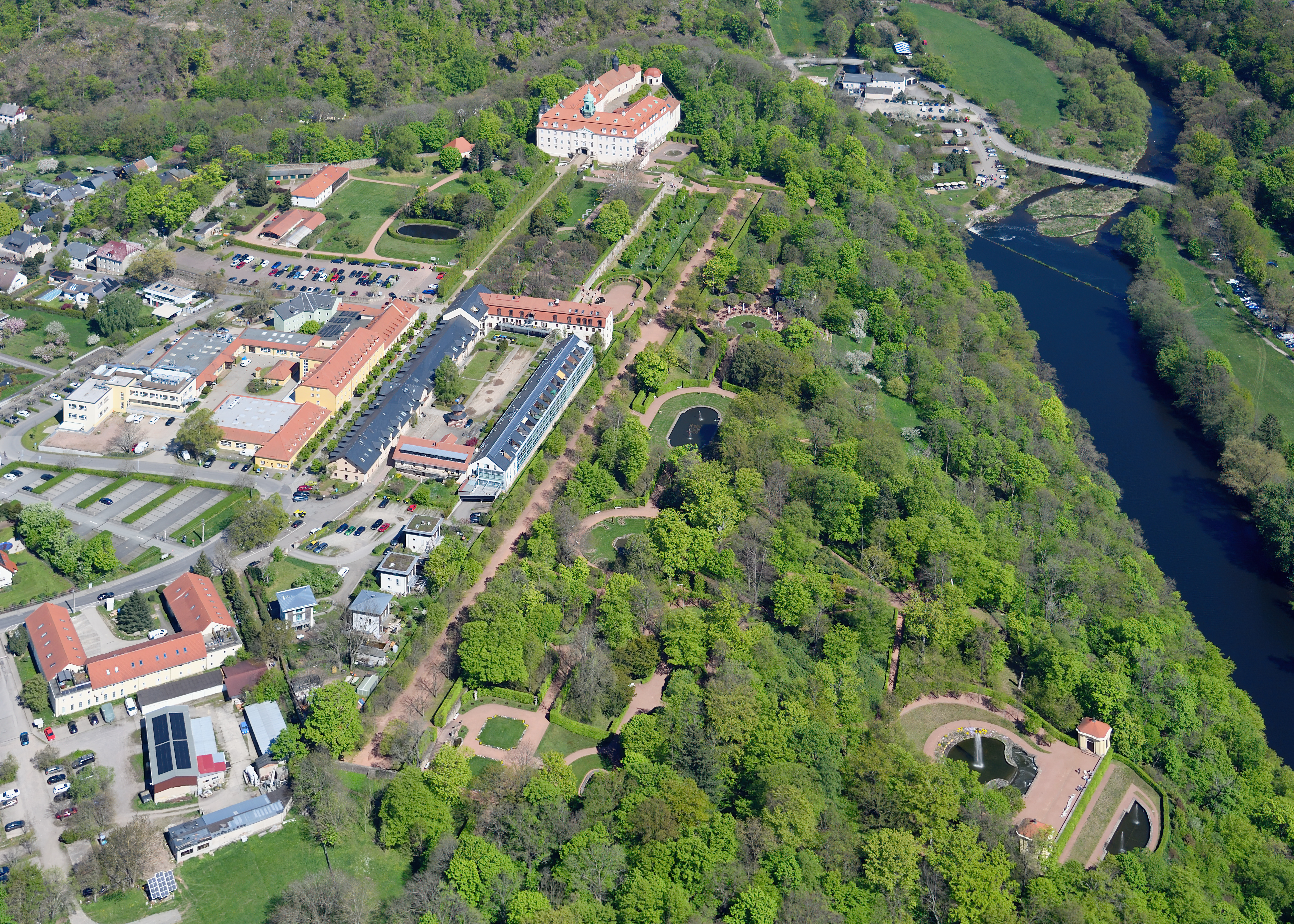
Schloss Lichtenwalde, Sachsen

Das Schloss Lichtenwalde fiel 1764 von Graf Friedrich Carl von Watzdorf über seine Witwe, Henriette Sophia, geborene Gräfin Vitzthum von Eckstädt, an deren Familie. Von 1439 bis 1447 hatte dieses Gut kurzzeitig bereits einmal Apel Vitzthum dem Älteren zu Roßla gehört – nun wurde es bis 1945 zum Hauptsitz der Grafen Vitzthum von Eckstädt, der einzigen heute noch blühenden Linie des Geschlechts. Das 1722 vom Kabinettsminister Grafen Christoph Heinrich von Watzdorf erbaute Barockschloss brannte 1905 brannte bis auf die Grundmauern nieder; Graf Friedrich Vitzthum von Eckstädt ließ es jedoch wieder aufbauen.
Die Güter Lichtenwalde, Schönwölkau, Reibitz und Sausedlitz wurden 1945 ausgeplündert und enteignet.

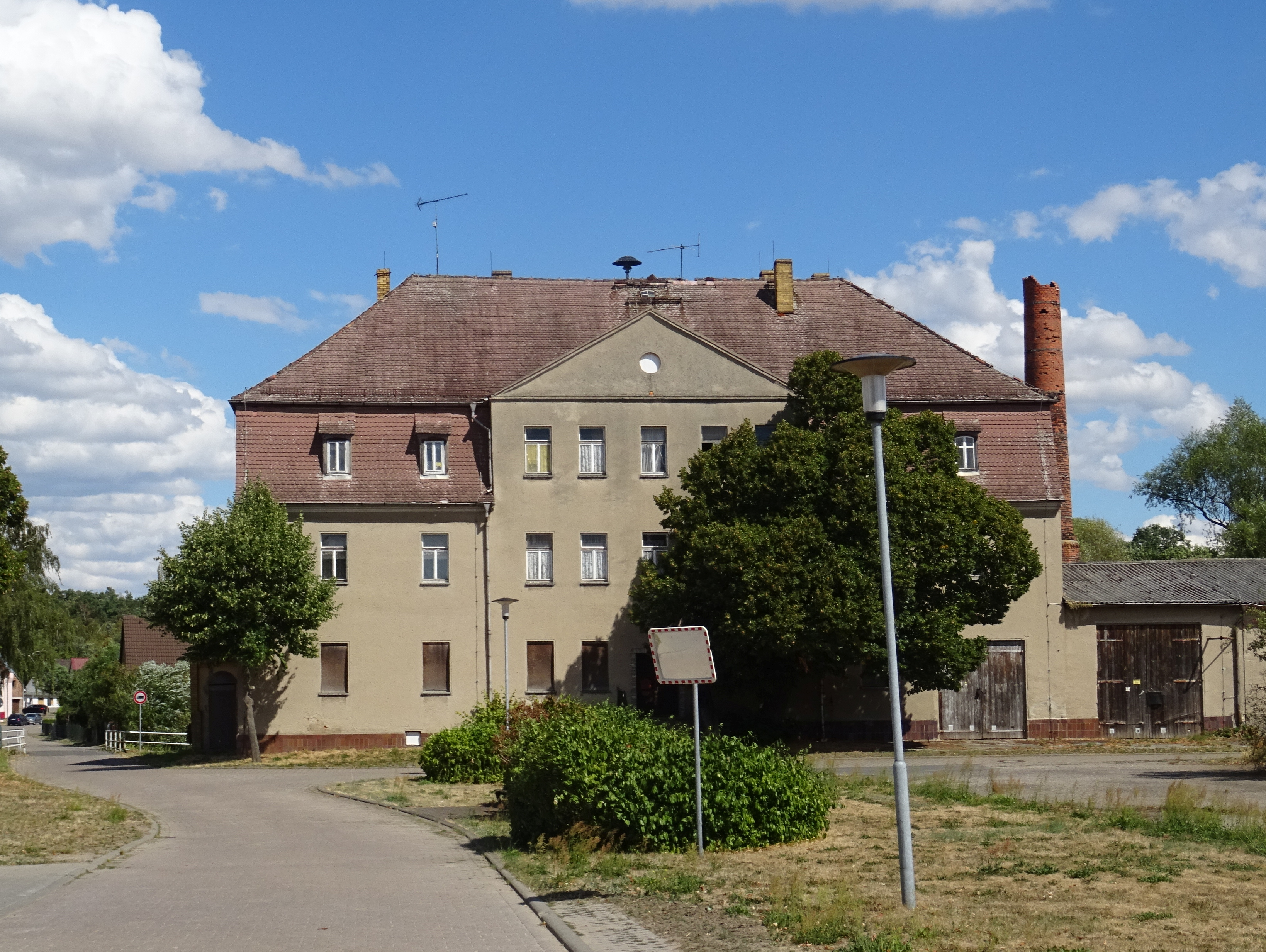
Gut Sausedlitz
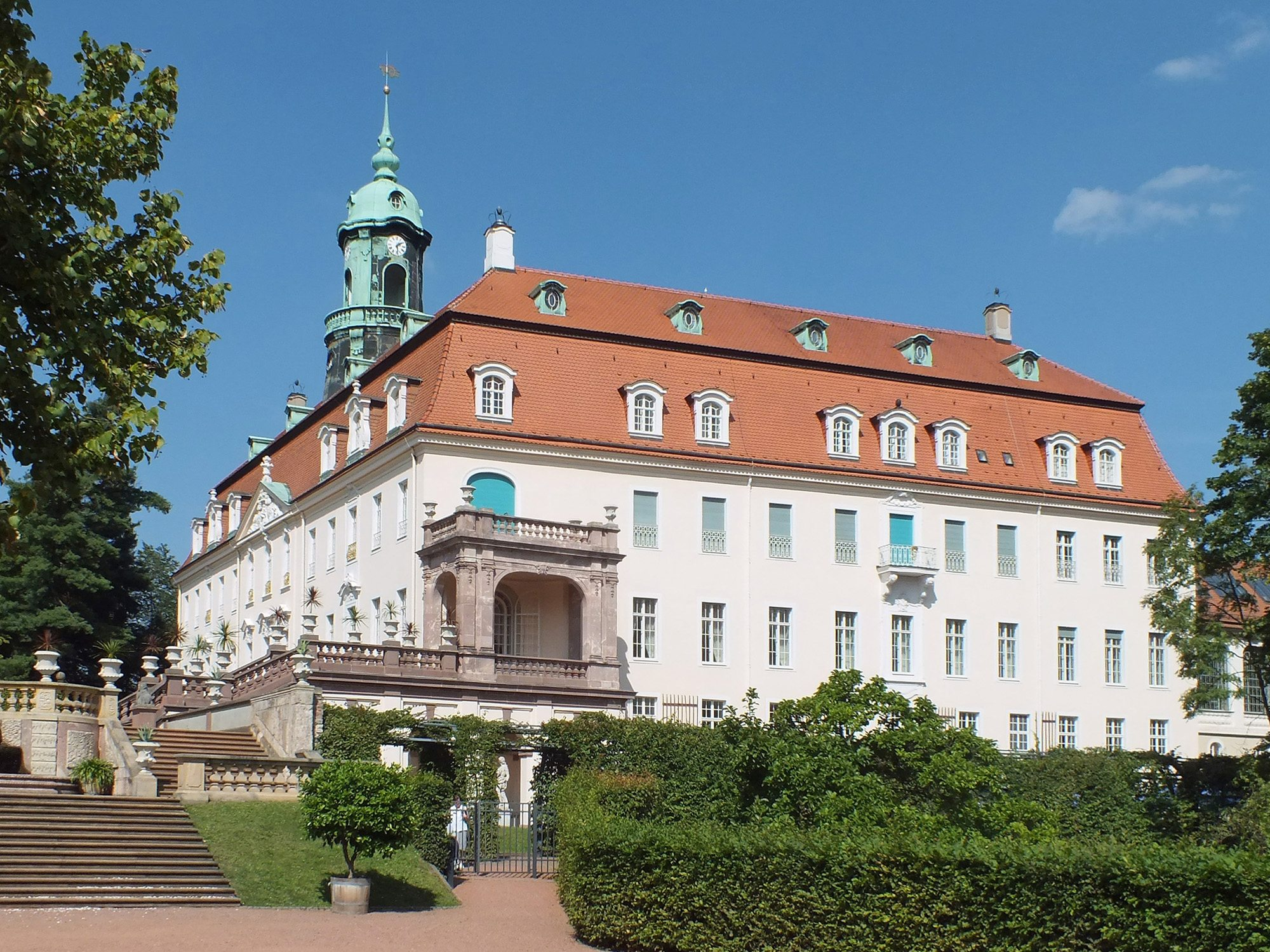
Schloss Lichtenwalde

## Wappen

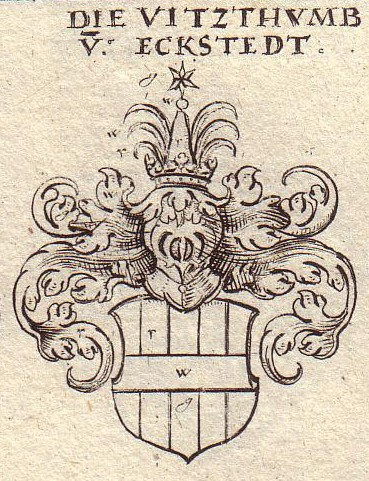
Das Wappen der Vitzthum von Eckstädt (Weigel'sches Wappenbuch von 1734, Teil I, Tafel 146)

- Linie Vitzthum zu Apolda. Der seit 1243 überlieferte Wappenschild führte einen Apfel, aus dem wenig später drei Äpfel wurden. Das altdeutsche Wort für Apfelbaum heißt „apholdra“. Die drei Äpfel bedeuten wohl die drei Linien der Vitzthume (von Eckstedt, von Roßla, von Apolda). Diese Linie ist 1631 erloschen.

- Linie Vitzthum zu Eckstedt. „Das Mittelschild in Gold mit zwei rote Pfähle, belegt mit einem silbernen Balken. Auf dem golden gekrönten Topfhelm mit rot-goldenen Decken ein roter ausgewölbter Spitzhut, besteckt mit goldenem Knopf und goldenen Stern sowie seitlich rechts und links mit je drei gebogenen Hahnenfedern (rot, silber, rot).“
- Linie Vitzthum zu Roßla, die den gleichen Wappenschild wie die Apoldaer Linie führte, teilte sich zu Beginn des 15. Jahrhunderts in die Zweige Roßla und Tannroda. Während der Zweig Tannroda bereits 1479 erlosch, pflanzte sich der Roßlaer Zweig hauptsächlich in Böhmen, ab 1623 aber auch wieder in Sachsen und im Elsass unter dem Namen Vitzthum von Egersberg bis in die Gegenwart fort.

## Namensträger

### zu Apolda
- Berthold Vitzthum zu Apolda (gen. 1219–1285) Stammvater (Sohn des Konrad Schenk von Vargula und von Saaleck)
- Dietrich Vitzthum zu Apolda (gen. 1277–1302)[7]
- Berthold Vitzthum zu Apolda (gen. 1327–1349), Sohn des Dietrich[7]
- Christoph Vitzthum zu Apolda (* um 1483; † 1559)
- Moritz Vitzthum zu Apolda († 1578), Sohn des Christoph
- Friedrich Vitzthum zu Apolda (* um 1521; † 1591), Sohn des Christoph
- Wilhelm Friedrich Vitzthum zu Apolda († 1612), Sohn des Friedrich
- Anton Friedrich Vitzthum zu Apolda († 1631), Sohn des Wilhelm Friedrich, letzter Schlossherr von Apolda

Die Grabmale von Christof und Friderich befinden sich in der Apoldaer Martinskirche.

### zu Tannroda
- Apel Vitzthum der Ältere zu Tannroda († 1425)
- Apel Vitzthum der Jüngere zu Tannroda († 1475)

### zu Roßla
- Apel Vitzthum der Ältere zu Roßla († 1474), Raubritter, „Brandmeister von Thüringen“

### Namensträger
- Georg Vitzthum von Eckstedt (1551–1605), kursächsischer Rat und Hauptmann zu Salza, Thamsbrück und Sachsenburg
  - Johann Georg Vitzthum von Eckstedt (~1585–1641), Domherr der Stiftskirchen in Halberstadt und Naumburg (Saale)
  - Christian Vitzthum von Eckstedt (1592–1652), kaiserlicher Oberst während des Dreißigjährigen Krieges
  - Dam Vitzthum von Eckstedt (1595–1638), kursächsischer Generalmajor
- Christoph Vitzthum von Eckstedt (1552–1599), kursächsischer Oberst und Stiftshauptmann
  - Christoph Vitzthum von Eckstedt (1594–1653), kursächsischer Oberst und Stiftshauptmann
    - Christian Vitzthum von Eckstädt († 1694), kursächsischer Kammerherr und Kreishauptmann in Wittenberg
    - Christoph Vitzthum von Eckstädt (1633–1711), kursächsischer Kammerherr und Rittmeister, erwarb 1659 das Gut Wölkau
      - Friedrich Graf Vitzthum von Eckstädt (1675–1726), Geheimer Kabinettsminister unter August dem Starken und seit 1711 Reichsgraf
        - Johann Friedrich Graf Vitzthum von Eckstädt (1712–1786), königlich-polnischer und kurfürstlich-sächsischer Generalleutnant von der Kavallerie und Oberst des Garde du Corps
        - Ludwig Siegfried Graf Vitzthum von Eckstädt (1716–1777), kursächsischer Diplomat, Gesandter in Turin, St. Petersburg, München, Paris und Wien, ff. I. Linie, II. Linie, III. Linie

      - Christian Vitzthum von Eckstädt (1681–1738), königlich-polnischer und kurfürstlich-sächsischer Oberst

#### I. Linie
- Friedrich August Graf Vitzthum von Eckstädt (1765–1803), kurfürstlich-sächsischer Kammerherr und Obersteuereinnehmer, Sohn des Vorgenannten
  - Albert Friedrich Vitzthum von Eckstädt (1797–1860), königlich-sächsischer Kammerherr
    - Friedrich Graf Vitzthum von Eckstädt (1855–1936), letzter sächsischer Oberstmarschall, letzter Präsident der I. Kammer des Sächsischen Landtags, letzter Majoratsherr auf Schloss Lichtenwalde
    - Friedrich Otto Vitzthum von Eckstädt (1855–1936), Majoratsherr auf Lichtenwalde
      - Siegfried Vitzthum von Eckstädt (1904–1943), auf Lichtenwalde (vorm. Fideikommiss)

  - Gotthold Vitzthum von Eckstädt (1859–1945), sächsischer Generalleutnant
- Heinrich Vitzthum von Eckstädt (1770–1837), Generaldirektor der Kunstakademie u. der Kgl. Kapelle (Hoftheater) Dresden

#### II. Linie
- Carl Graf Vitzthum von Eckstädt (1767–1834), auf Ob. - Lichtenau
  - Karl Friedrich Vitzthum von Eckstädt (1819–1895), sächsischer und nach 1866 österreichischer Diplomat
  - Hermann Graf Vitzthum von Eckstädt (1821–1892), Kgl. sächs. WGRat, Ober-Kammerherr
    - Paul Graf Vitzthum von Eckstädt (1850–1911), sächsischer General der Infanterie und Chef des Generalstabes des sächsischen Heeres, Bruder der Nachgenannten
    - Carlotto Vitzthum von Eckstädt (1857–1914), sächsischer Generalleutnant, Bruder des Vorgenannten
    - Rudolf Graf Vitzthum von Eckstädt (1861–1945), sächsischer Generalstaatsanwalt, Bruder des Vorgenannten

  - Julie Vitzthum von Eckstädt (1824–1910), Oberin der Diakonissenanstalt Dresden 1884–1909, Schwester des Hermann Graf Vitzthum von Eckstädt (s. o.)[8]
  - Otto Heinrich Vitzthum von Eckstädt (1829–1917), Dr. theol. h. c., Wirklicher Geheimer Rat, Hauptmann a. D., Ehrenbürger von Dresden (6. Oktober 1909)
    - Christoph Johann Friedrich Graf Vitzthum von Eckstädt (1863–1944), 1909–1918 sächsischer Innen- und Außenminister
      - Wolfgang Graf Vitzthum (1902–1941), Güterdirektor; viertes Kind des Vorigen
        - Stephan Graf Vitzthum (1940–2003), Rechtsanwalt
        - Wolfgang Graf Vitzthum (* 1941), Rechtswissenschaftler, verheiratet mit der Althistorikerin Hildegard Temporini-Gräfin Vitzthum (1939–2004)

  - Ernst Bernhard Vitzthum von Eckstädt (1831–1917), königlich-sächsischer Oberst
    - Ernst Friedrich Vitzthum von Eckstädt (1874–1952), Dr. jur., Minn. - Rat
    - Georg Vitzthum von Eckstädt (1880–1945), Kunsthistoriker

#### III. Linie
- Heinrich Vitzthum von Eckstädt (1770–1837), sächsischer Kammerherr, Hofmarschall, Geheimrat und Generaldirektor der Akademie der bildenden Künste
  - Ludwig Vitzthum von Eckstädt (1794–1833), Hauptmann
    - Benno Vitzthum von Eckstädt (1829–1908)
    - Otto Rudolf Vitzthum von Eckstädt (1831–1906), deutscher Verwaltungs- und Hofbeamter
      - Hermann Vitzthum von Eckstädt (1876–1942), sächsischer Kammerherr, Milbenforscher

  - Lionel Vitzthum von Eckstädt (1809–1883), Offizier, sächsisch-coburgischer Kammerherr
    - Alexander Vitzthum von Eckstädt (1846–1916), sächsischer General der Infanterie
      - Alexander Vitzthum von Eckstädt (1874–1943), Oberst, Träger des Militär-St. Heinrichsorden, Komponist
      - Karl Max Ernst Erwin Vitzthum von Eckstädt (1879–1946), Oberst

    - Ernst Vitzthum von Eckstädt (1848–1887), Hauptmann
      - Lionel Vitzthum von Eckstädt (1874–1941), Oberstleutnant, persönlicher Adjutant des ehem. sächsischen Kronprinzen Georg von Sachsen

    - Woldemar Vitzthum von Eckstädt (1863–1936), deutscher Generalleutnant, Domherr zu Meißen, jüngster Sohn des Lionel Graf Vitzthum von Eckstädt

### Weitere Namensträger
- Dietrich Vitzthum von Eckstedt (1544–1612), auf Eckstedt und Markvippach
  - Friedrich Wilhelm Vitzthum von Eckstedt (1578–1637), General der Kavallerie im Dreißigjährigen Krieg
- Georg Eberhard von Vitzthum († um 1638)
  - Hans Wilhelm Vitzthum von Eckstädt (1604–1660), Kammerrat, Hofmeister und Drost der Grafschaft Oldenburg
- Christoph Vitzthum von Eckstädt (1623–1688), kursächsischer Rat und Landeshauptmann der Oberlausitz
- George Quirinus Vitzthum von Eckstädt (1663–1740), königlich-polnischer und kurfürstlich-sächsischer Kammerherr und Oberrechnungsrat
- Christoph Heinrich Vitzthum von Eckstädt († 1781), kurfürstlich-sächsischer Generalleutnant
- Friedrich Wilhelm Vitzthum von Eckstedt (Dechant) (1665–1747), Domdechant von Naumburg

## Weitere Literatur
- Rede des Administrators der Vitzthumschen Familien-Stiftung, Herrn Hermann Grafen Vitzthum von Eckstädt, Kammerherrn Sr. Majestät des Königs, Verlag Blochmann, Dresden 1862.
- Julius Constantin Kronfeld: Geschichte und Beschreibung der Fabrik- und Handelsstadt Apolda und deren nächster Umgebung. Apolda 1871.
- Richard Freiherr v. Mansberg: Erbarmannschaft wettinischer Lande. Urkundliche Beiträge zur obersächsischen Landes- und Ortsgeschichte in Regesten vom 12. bis Mitte des 16. Jahrhunderts, Baensch, Dresden 1905 bis 1908.
- Otto Eduard Schmidt: Die Schlösser Schönwölkau und Lichtenwalde und die Grafen Vitzthum von Eckstädt, in: Mitteilungen des Vereins Sächsischer Heimatschutz, XXII. Band, 1933.
- Revolutionsbriefe 1848, in: Reclams Universal-Bibliothek; Band 517. Geschichte und Kultur. Historische Briefe, Hrsg. Rolf Weber, Reclam, Leipzig 1973.